# Pseudomicrodymerus eurasius
Pseudomicrodymerus eurasius är en stekelart som beskrevs av Bl. Pseudomicrodymerus eurasius ingår i släktet Pseudomicrodymerus och familjen Eumenidae. Inga underarter finns listade i Catalogue of Life.